# WORM (Rotterdam)

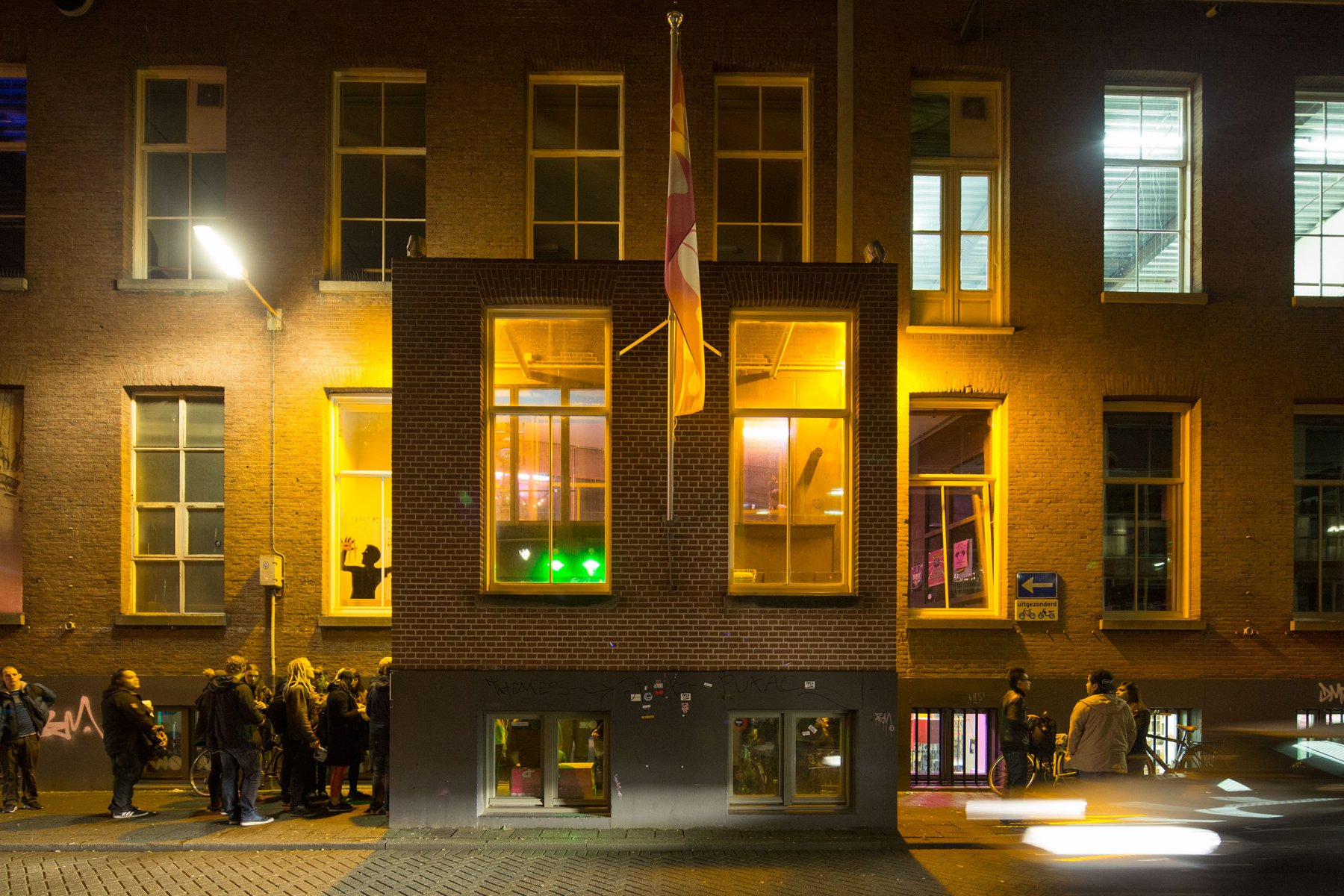
WORM de Rotterdam

Le WORM est un lieu alternatif multi-disciplinaire situé à Rotterdam et une salle de concert de musique improvisée, musique underground, musique expérimentale et musique bruitiste, né d'une organisation indépendante en 1999. Il est financé par la banque Triodos et fait partie du programme culturel "culture nota 2009-2012" de la ville de Rotterdam. WORM a reçu le Pendrecht Culture Prize.
Le lieu se prête en particulier à la musique (concerts), au cinéma (avant-premières, reprises thématiques), au théâtre. Il organise aussi des débats animés, des soirées spéciales. Le WORM comporte en particulier deux salles de 350 et de 150 places (concerts, événements), une salle de cinéma (150 fauteuils), et un café.
WORM gère un studio d'enregistrement avec une collection de rares synthétiseurs analogiques, tels que l'ARP2500 et une collection d'instruments de Yuri Landman. Le studio dispose d'un programme de résidence pour artistes. Le centre organise aussi de plus en plus d'évènements liés à l'art nouveau média, et plus généralement les nouvelles technologies.